# مدينة العنف (فلم)
مدينة العنف (بالإنجليزية: The City of Violence)(بالكوري:짝패 Jjakpae)؛ تعني حرفياً «الشريك» أو «الرفيق»، هو فيلم إثارة وحركة كوري جنوبي صدر عام 2006، كتبه وأخرجه ريو سيونغ-وان، الذي يشارك في بطولته إلى جانب مخرج الأكشن والمتعاون الطويل الأمد جونغ دو-هونغ.

## القصة
وانغ-جاي هو مجرم سابق يطارد عصابة من الأوغاد في زقاق حيث يتم طعنه حتى الموت. أصدقاؤه الأربعة في الطفولة يجتمعون بعد قرابة 20 عاماً في جنازة وانغ-جاي. حتى ذلك الحين، ذهب كل شخص في طريقه: تاي-سو أصبح محقق شرطة في سيول. بيل-هو تولى عمل صهره وانغ-جاي. سوك-هوان يعمل كمُحَصِّل ديون بينما يكافح شقيقه الأكبر دونغ-هوان كأستاذ رياضيات. بعد الجنازة، يقرر تاي-سو التحقيق في جريمة القتل خلال أسبوع قبل أن يعود إلى وظيفته في سيول.
في هذه الأثناء، يقرر سوك-هوان العثور على قتلة وانغ-جاي وقتلهم. أثناء التحقيق، يتعرض تاي-سو للهجوم من قبل عصابات الشباب، حيث بالكاد ينجو بحياته بعد وصول سوك-هوان المفاجئ. يقرران العمل معاً. بعد مطاردة العصابات، يكتشفان أن موت وانغ-جاي ليس هجوماً عشوائياً بلا هدف، بل كان جريمة قتل مخططة. يقودهم الاكتشاف إلى دونغ-هوان، الذي يعترف بأن بيل-هو كان وراء الخطة بعد أن رفض وانغ-جاي خطط بيل-هو لتحويل مدينتهم إلى منطقة سياحية. بعد أن حاول غرباء قتله كجزء من ربط الأطراف المفتوحة لبيل-هو، يوافق قاتل وانغ-جاي الشاب على الشهادة ضد بيل-هو.
يقوم قاتل بسكب البنزين على القاتل الشاب وإشعاله بالنار. لاحقاً، يعتدي بيل-هو بشدة على تاي-سو ويستهدف أيضاً القضاء على سوك-هوان، دونغ-هوان وأمهم في حادث، لكن سوك-وان ينجو. بعد جنازة دونغ-هوان وأمه، يغادر سوك-هوان وأرملة وانغ-جاي منزل الجنازة ويرون تاي-سو ينتظر في الخارج. يقنع تاي-سو أرملة وانغ-جاي بالكشف عن معلومات حول مكان وجود شقيقها بيل-هو. يقتحم تاي-سو وسوك-هوان قلعة بيل-هو حيث يقاتلان طريقهما عبر جحافل من الطهاة المسلحين والحراس حتى يصلان إلى قاعة الولائم.
في هذه الأثناء، يقتل بيل-هو رئيس سيول، مما يدفع جميع الضيوف إلى المغادرة. يواجه تاي-سو وسوك-هوان بيل-هو، الذي يكون مع حراسه الأربعة النخبة في الغرفة. تنشب معركة حيث يتمكن تاي-سو وسوك-هوان من هزيمة حراس بيل-هو النخبة ويتهيآن لمواجهة بيل-هو، الذي يأخذهم على حين غرة بمهاجمة سوك-هوان. يقوم بيل-هو بالالتفاف وطعن تاي-سو، لكن سوك-هوان ينهي بيل-هو لاحقاً باستخدام كاتانا. بينما ينزف تاي-سو حتى الموت، يلاحظ سوك-هوان المنهك الدمار الذي أحدثاه هو وتاي-سو ويطلق تنهيدة ثقيلة.

## طاقم التمثيل
- ريو سيونغ-وان ... يو سوك-هوان
  - كيم شي-هوو ... يو سوك-هوان (صغير)
- جونغ دو-هونغ ... جونغ تاي-سو
  - أون جو-وان ... جونغ تاي-سو (صغير)
- لي بوم-سو ... جانغ بيل-هو
  - كيم دونغ-يونغ ... جانغ بيل-هو (صغير)
- جونغ سوك-يونغ ... يو دونغ-هوان
  - بارك يونغ-سو ... يو دونغ-هوان (صغير)
- لي جو-شيل ... والدة يو سوك-هوان
- آن جيل-كانغ ... أوه وانغ-جاي
  - جونغ وو ... أوه وانغ-جاي (صغير)
- كيم بيونغ-أوك ... رئيس الشباب
- كيم سيو هيونغ ... جانغ مي-ران
- جو دوك-هيون ... الزعيم جو
- كيم جي-تشون ... سال-سو
- كيم كوت-بي ... فتاة ثانوية بشفرة حلاقة
- كيم سو-هيون ... محقق سيول
- إم جون-إيل ... قائد الفريق إم
- لي نا-ري ... الآنسة باي
- بارك جي-هوان ... زعيم عصابة مراهقين
- لي هونغ-بيو ... شرطي منطقة أونسونغ
- أوه جو-هي ... امرأة ترتدي هانبوك في الغرفة الخاصة 2
- كيم هيو-سون ... سكرتيرة

## الجوائز والترشيحات
2006 جوائز تشونسا لفنون السينما
- أفضل ممثل مساعد - لي بوم-سو

2006 جوائز نقاد بوسان السينمائيين
- أفضل تصوير سينمائي - كيم يونغ-تشول

2006 جوائز التنين الأزرق السينمائية
- ترشيح - أفضل ممثل مساعد - لي بوم-سو

2006 جوائز الفيلم الكوري
- أفضل ممثل مساعد - لي بوم-سو
- ترشيح - أفضل مونتاج - نام نا-يونغ
- ترشيح - أفضل موسيقى - بانغ جون-سوك
- ترشيح - أفضل صوت - سيو يونغ-جون، جو مين-هو

2007 جوائز الناقوس الكبرى
- ترشيح - أفضل مخرج - ريو سيونغ-وان
- ترشيح - أفضل ممثل مساعد - لي بوم-سو
- ترشيح - أفضل تصوير سينمائي - كيم يونغ-تشول
- ترشيح - أفضل مونتاج - نام نا-يونغ

## الروابط الخارجية
- مدينة العنف  في قاعدة بيانات الأفلام على الإنترنت (بالإنجليزية)
- مدينة العنف على هانسينما
- مدينة العنف على موقع أول موفي.
- مدينة العنف في روتن توميتوز.